# Erica dominans
Erica dominans är en ljungväxtart som beskrevs av Killick. Erica dominans ingår i släktet klockljungssläktet, och familjen ljungväxter. Inga underarter finns listade i Catalogue of Life.